# ادوارد اسپنسر کولز
ادوارد اسپنسر کولز (۲۲ سپتامبر ۱۸۷۹–۱۶ نوامبر ۱۹۵۴) پزشک آمریکایی بود.

## زندگی
او با فلورانس ولکات ژاکیث ازدواج کرد و پدر ویرجینیا کولز بود.

## جوایز
ترجمه فارسی کتابش تحت عنوان غلبه بر ترس و خستگی برنده جایزه کتاب سال سلطنتی در سال ۱۳۳۸ شد.

## آثار
- غلبه بر ترس و خستگی
- نترسید! چگونه از ترس و خستگی خلاص شویم
- آسیب‌شناسی روانی
- دین و دارو در کلیسا